# Arcturocheres
Arcturocheres är ett släkte av kräftdjur. Arcturocheres ingår i familjen Cabiropidae.
Kladogram enligt Catalogue of Life:
| Arcturocheres | \| \| Arcturocheres gaussicola \| \| \| \| \| \| Arcturocheres pulchripes \| \| \| \| |
|               | \| \| Arcturocheres gaussicola \| \| \| \| \| \| Arcturocheres pulchripes \| \| \| \| |
|               | Aegoniscus                                                                            |
|               |                                                                                       |
|               | Ancyroniscus                                                                          |
|               |                                                                                       |
|               | Astacilloechus                                                                        |
|               |                                                                                       |
|               | Bourdonia                                                                             |
|               |                                                                                       |
|               | Cabirops                                                                              |
|               |                                                                                       |
|               | Cirolanoniscus                                                                        |
|               |                                                                                       |
|               | Cironiscus                                                                            |
|               |                                                                                       |
|               | Clypeoniscus                                                                          |
|               |                                                                                       |
|               | Crinoniscus                                                                           |
|               |                                                                                       |
|               | Gnomoniscus                                                                           |
|               |                                                                                       |
|               | Munnoniscus                                                                           |
|               |                                                                                       |
|               | Podoniscus                                                                            |
|               |                                                                                       |
|               | Seroloniscus                                                                          |
|               |                                                                                       |
|               | Arcturocheres gaussicola                                                              |
|               |                                                                                       |
|               | Arcturocheres pulchripes                                                              |
|               |                                                                                       |

|  | Arcturocheres gaussicola |
|  |                          |
|  | Arcturocheres pulchripes |
|  |                          |